# Беспорядки в Англии в августе 2011 года
Беспорядки в Англии в августе 2011 года — массовые волнения, начавшиеся вечером 6 августа 2011 года в районе Тоттенем, расположенном на севере Лондона, 8 августа распространившиеся на другие районы города, а 9 августа перекинувшиеся и на другие города: Бирмингем, Бристоль, Глостер, Ливерпуль, Манчестер, Ноттингем.
В результате беспорядков пострадало несколько десятков человек (в том числе не менее 35 полицейских), сожжено большое количество автомобилей, разгромлено много магазинов и ресторанов. Один человек скончался в больнице от огнестрельных ранений. В ночь на 10 августа погибли три человека под Бирмингемом: их сбили машиной.

## Предпосылки волнений
В Тоттенеме проживает большое число представителей национальных меньшинств, и конфликты на расовой почве происходят там нередко. Некоторые местные жители говорят, что поводом для беспорядков также стало недовольство тяжелой экономической ситуацией на севере британской столицы, в частности, высоким уровнем безработицы и сокращением коммунальных услуг. По мнению историка Дины Гусейновой и журналиста Константина Эггерта, корни августовских событий лежат в социальных и экономических реформах 1960—1980-х годов.

### Инцидент с Дагганом
Непосредственным поводом для беспорядков стал инцидент, произошедший в четверг 4 августа в 18:15 по местному времени. Во время попытки ареста полицией местного жителя 29-летнего Марка Даггана, который подозревался в торговле наркотиками, ношении оружия и членстве в ОПГ, последний был застрелен. При перестрелке был ранен также один из полицейских. Стрельба была открыта в дневное время на глазах многих очевидцев. Независимая общественная комиссия по жалобам на полицию (Independent Police Complaints Commission) в коммюнике от 9 августа высказала сомнение в том, что М. Дагган первым обстрелял полицию. Родственники и друзья Даггана вышли на демонстрацию протеста, которая затем переросла в беспорядки и мародёрства.
8 января 2014 года жюри присяжных Королевского судного двора, рассмотрев материалы расследования смерти Даггана, 8 голосами против 2 решило, что Дагган был застрелен правомерно, хотя и признало, что в момент стрельбы оружия в руках у Даггана не было.

## Акции протеста

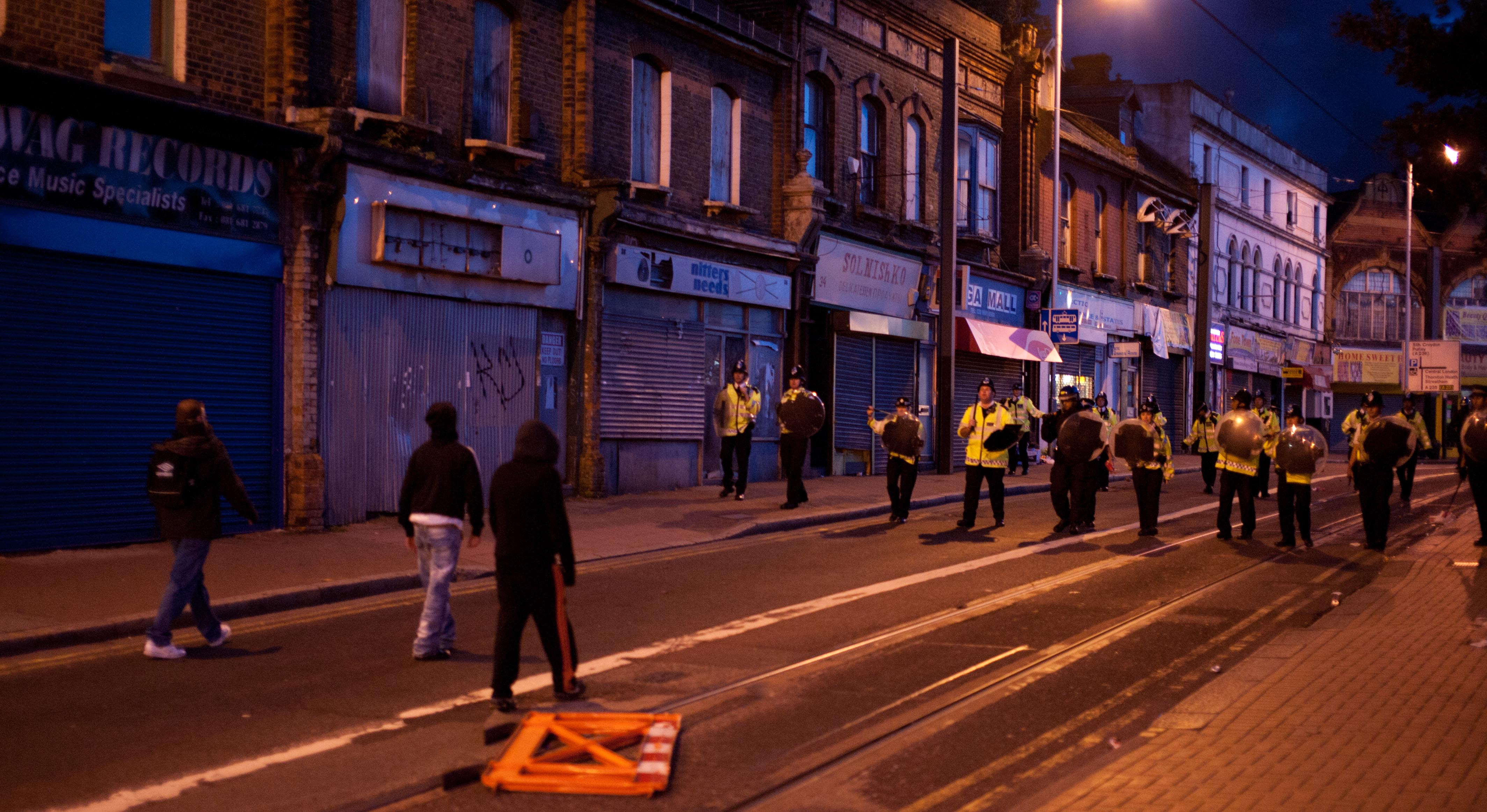
Полицейские и протестующие в Лондоне

В субботу 6 августа около 300 протестующих собрались у полицейского участка Тоттенема, требуя «восстановить справедливость», проведя объективное расследование обстоятельств гибели Даггана.
Первоначально акция протеста носила мирный характер, однако ближе к вечеру участники акции стали кидать бутылки с зажигательной смесью в сторону полицейского участка, подожгли две полицейские машины и автобус; также были разгромлены и разграблены некоторые близлежащие магазины.
По предварительным данным, агрессия со стороны толпы была спровоцирована самими полицейскими, которые, попытавшись отделить от толпы 16-летнюю девушку с бутылкой шампанского, несколько раз ударили её дубинкой.
Ситуацию удалось нормализовать к утру воскресенья 7 августа. После субботних событий Скотланд-Ярд усилил патрулирование сразу нескольких районов Лондона.
Несмотря на это, беспорядки продолжились: в ночь на 8 августа в районе Энфилд, расположенном по соседству с Тоттенемом, толпа подростков забросала камнями и разграбила несколько магазинов и жгла автомобили. В Брикстоне полицейских забросали камнями. В Вайт-Сити повреждён фургон компании Би-Би-Си. На Хай-Роуд сожжён двухэтажный автобус. Сожжены несколько патрульных полицейских автомобилей. Ранены 26 полицейских. Беспорядки в Энфильде были организованы через социальные сети. Толпы, носившиеся по улицам, вопили «Справедливости! Справедливости!».
В понедельник 8 августа беспорядки в городе вспыхнули снова — на сей раз в районе Хакни. Молодёжь громит магазины и рестораны, жжёт мусорные баки. Также сообщается о поджогах автомобилей в южных районах Лондона (Пекхэм, Льюишем). В нескольких районах Лондона вновь вспыхнули беспорядки].

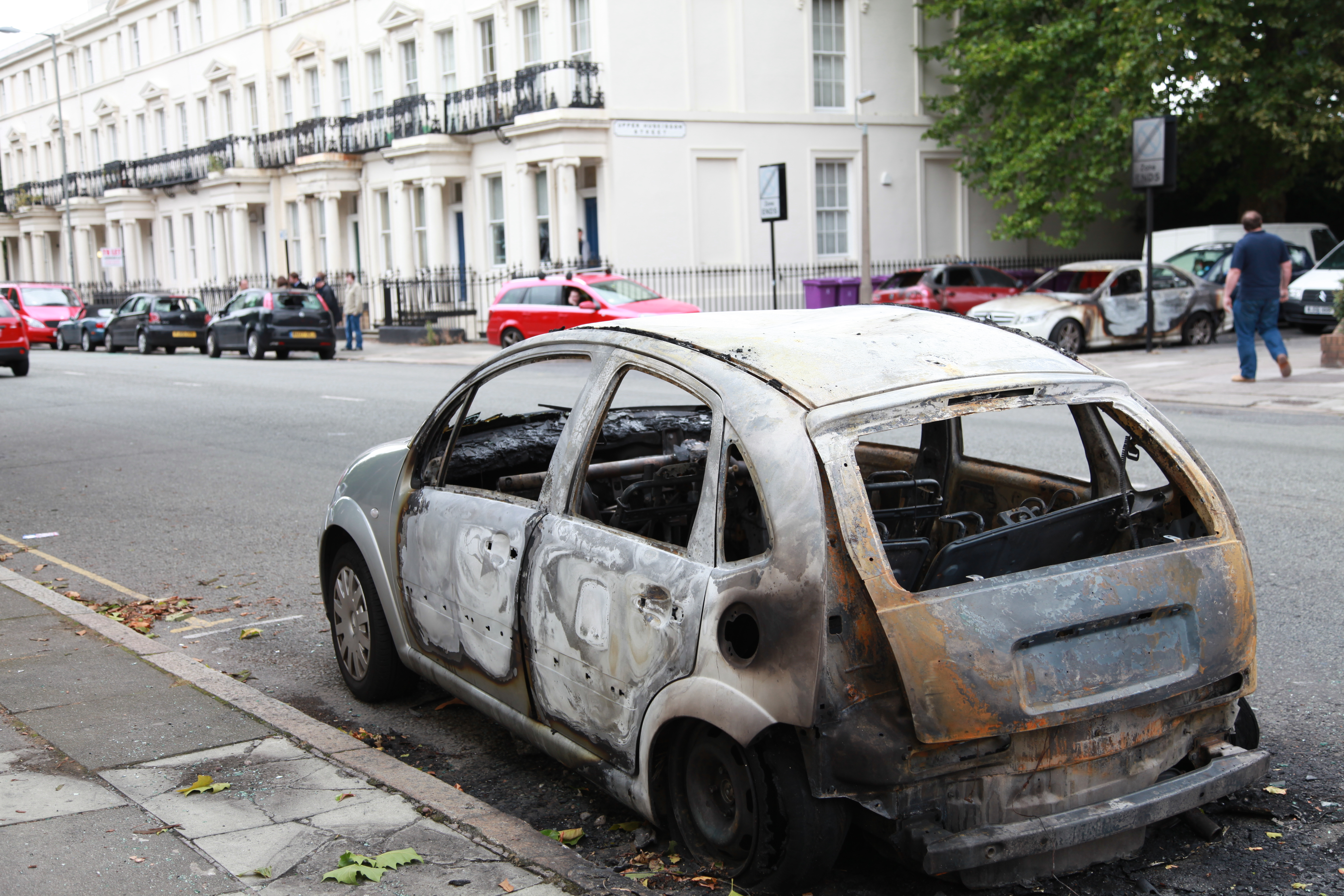
Сгоревшая машина в Ливерпуле

В ночь на вторник, 9 августа, согласно сообщениям британских СМИ, беспорядки распространились на Бирмингем, Ливерпуль, Манчестер и Бристоль, а также на Тоттенхэм.
В Ливерпуле разбиты и подожжены несколько автомобилей, разбиты витрины и разграблены несколько магазинов.
В Кройдене подожжено здание огромного мебельного магазина. Огонь перекинулся на близлежащие дома. В Клепхеме разграблен крупный универмаг. По словам очевидцев и полицейских, в грабежах участвуют дети 10-12 лет, которые выносят из магазинов ящики со спиртным, одежду и технику.

## Подавление беспорядков
Силами подразделения по борьбе со стихийными массовыми волнениями первоначальные беспорядки в Тоттенеме были подавлены.
По утверждению сотрудников лондонской полиции, «полицейские останутся на улицах Тоттенема для скорейшего восстановления порядка и спокойствия».
На улицы города были отправлены 1700 полицейских. Однако по мере распространения волнений на другие районы Лондона сил полиции для подавления и локализации беспорядков стало не хватать; по признанию лидера профсоюзной организации полицейских города Джона Талли, «сегодня в Лондоне просто не хватает полицейских, чтобы взять под контроль все потенциально опасные районы». По сведениям Sky News, 9 августа в Лондоне закончились места для задержанных, что вынудило полицейских вывозить арестованных за город.
Проводится масштабное расследование всех обстоятельств погромов, получившее кодовое название «Операция Withern». Полицейскими анализируются записи видеокамер, допрашиваются очевидцы.
9 августа в связи со сложившейся ситуацией прервали свои отпуска премьер-министр Великобритании Дэвид Кэмерон, вице-премьер Ник Клегг, министр внутренних дел Тереза Мэй и мэр Лондона Борис Джонсон.
По данным полиции на 9 августа арестовано более 450 человек, 69 из них предъявлены обвинения.
9 августа была зафиксирована первая смерть, вызванная беспорядками. Согласно официальному заявлению Скотленд-Ярда, в больнице скончался мужчина, получивший огнестрельное ранение в машине в районе Кройдон на юге Лондона.
10 августа города Глостер и Солфорд присоединились к уличным беспорядкам.
На утро 11 августа задержано 888 участников беспорядков.

## Акция Riot Clean Up
Несколько десятков жителей городов, где произошли беспорядки 9 августа, начали проведение акции «Riot Clean Up», направленной на очистку улиц от последствия мародёрств. Для координации своих действия они использовали службу микроблоггинга Twitter, распространяя с её помощью сообщений, содержащих ключевые теги #riotcleanup и #riotwombles. С этой же целью был создан специальный сайт riotcleanup.co.uk/. В акции приняли участие несколько знаменитостей, в частности, актёр Саймон Пегг.

## Последствия
Мэр Лондона, находившийся в отпуске, мог потерять свой пост из-за волнений. Сокращение финансирования полиции на 20 % привело к сокращению личного состава в полиции. Руководство государства прервало свой отпуск и вернулось на родину. 11 августа состоялась экстренная сессия парламента по волнениям в стране. Около 160 тысяч жителей Соединенного королевства подписали петицию о лишении погромщиков и мародеров социальных привилегий. Осенью она будет рассмотрена Парламентом Великобритании.
Четыре матча Кубка Футбольной Лиги с участием команд Бристоль Сити, Чарльтон Атлетик, Кристал Пэлас и Вест Хэм Юнайтед были перенесены на более поздний срок.
Матчи между футбольными сборными Англии и Нидерландов отменён, а матч с участием сборных Нигерии и Ганы, который должен был пройти в Уотфорде, перенесён на октябрь.
Также отменены матч по крикету с участием сборных Англии и Индии и рекламные акции компании Visit Britain.
Матч первого тура Премьер-лиги между Тоттенхэм Хотспур и Эвертоном также был перенесён на более поздний срок.

## Реакция других стран
Иран и Ливия подвергли критике британское правительство в связи с подавлением беспорядков. Президент Ирана Махмуд Ахмадинежад резко осудил поведение британской полиции по отношению к мирным демонстрантам. Он также призвал правительство Великобритании прислушаться к требованиям отчаявшихся граждан. Член правительства ливийского лидера Муаммара Каддафи также высказал критику в адрес британского правительства. Министр иностранных дел Ливии Халед Каим заявил, что британский премьер-министр Дэвид Кэмерон утратил легитимность и должен подать в отставку.
Студенты Тегерана вышли на демонстрацию солидарности «с угнетаемым народом Великобритании» и выразили своё возмущение «полицейским разгромом мирного легитимного протеста».

## Исторические параллели
В традиционно рассекреченных в Великобритании в предпоследний день 2011 года документах 30-летней давности, рассказывающих о работе правительства, имеются сведения о реакции властей на погромы 1981 года, произошедшие в целом ряде британских городов: «По итогам беспорядков в Ливерпуле, где произошли одни из самых жестоких столкновений местных жителей с полицией, был отправлен правительственный чиновник с поручением провести официальное расследование случившегося. Однако еще до его отправки власти страны, не разбираясь в подробностях, дали официальную оценку беспорядкам. Главными виновниками погромов они назвали цветное население, представители которого сами признались в ненависти к стражам порядка», — пишет «Лента. Ру». (Доктор Гэри Янг в своей статье, посвящённой августовским беспорядкам, упоминал объяснения историка Дэвида Старки, который заявлял, что основной причиной бунтов является то, что «белые стали чёрными».)